# Roswitha Haftmann-Preis
Der Roswitha Haftmann-Preis ist ein internationaler Kunstpreis, von der Namensgeberin, Roswitha Haftmann, selbst gegründet und mit ihrem Vermögen finanziert. Seit 2001 wird er von der Zürcher Roswitha Haftmann-Stiftung verliehen. Er ist der höchstdotierte europäische Preis für zeitgenössische bildende Künstler, die Preissumme beträgt für den Hauptpreis 150'000 Franken, für den fallweise vergebenen Sonderpreis 75'000 Franken.

## Hintergrund
Die Roswitha Haftmann-Stiftung wurde 1998 von Roswitha Haftmann (1924–1998) gegründet mit dem alleinigen Zweck, „hervorragende Leistungen auf dem Gebiet der bildenden Kunst“ auszuzeichnen. Ein unabhängiger Stiftungsrat bestimmt hierfür den Preisträger, die Höhe der Preissumme, den Zeitpunkt der Vergabe und entscheidet zusätzlich über die finanzielle Unterstützung von Ausstellungen des jeweiligen Preisträgers.

### Stiftungsrat
Dem Stiftungsrat gehören mindestens sechs Persönlichkeiten an, von denen je eine vom Kunsthaus Zürich, vom Kunstmuseum Bern, vom Kunstmuseum Basel sowie vom Museum Ludwig Köln bestimmt wird und im jeweiligen Museum verantwortlich tätig sein muss. Die weiteren Mitglieder werden vom Gremium zusätzlich ernannt.
2023 besteht der Stiftungsrat aus Karola Kraus (Direktorin Museum Moderner Kunst Stiftung Ludwig Wien), Ann Demeester, Präsidentin (Direktorin Kunsthaus Zürich), Yilmaz Dziewior (Direktor Museum Ludwig, Köln), Josef Helfenstein (Direktor Kunstmuseum Basel), dem Journalisten Thomas Wagner, Nina Zimmer (Direktorin Kunstmuseum Bern und Zentrum Paul Klee) und Bernhart Schwenk (Kurator Gegenwartskunst Pinakothek der Moderne, München).

## Preisträger
- 2001: Walter De Maria
- 2002: Maria Lassnig
- 2003: Jeff Wall
- 2004: Mona Hatoum
- 2005: Robert Ryman
- 2006: Peter Fischli und David Weiss
- 2007: Richard Artschwager; Sonderpreis: Jonas Mekas
- 2008: Douglas Gordon
- 2009: Vija Celmins
- 2010: Sigmar Polke
- 2011: Carl Andre; Sonderpreis: Trisha Brown
- 2012: Cindy Sherman; Sonderpreis: Harun Farocki
- 2013: Pierre Huyghe
- 2014: Rosemarie Trockel; Sonderpreis: Robert Frank
- 2015: Lawrence Weiner[1]
- 2016: Heimo Zobernig
- 2017: Hans Haacke
- 2018: Michelangelo Pistoletto
- 2019: Valie Export
- 2021: Gülsün Karamustafa[2]
- 2023: Cildo Meireles[3]
- 2024: Zarina Bhimji